# سايوز 9
سايوز 9 (بالروسية: Союз 9) مهمة فضاء سوفيتية بطاقم، حقق رائدا الفضاء أندريان نيكولايف ونيكولاي سيفاستيانوف رقمًا قياسيًّا جديدًا في المكوث في الفضاء، والذي حملته سابقًا مهمة چمناي 7 لمدة خمسة أعوام، إذ دامت رحلتهما 18 يومًا. ومهدت هذه المهمة الطريق لمهمات محطة فضاء ساليوت، وذلك بالتحقيق في آثار انعدام الوزن لفترات طويلة وتقييم الأعمال التي يمكن أن يقوم بها الطاقم في المدار. كانت الرحلة الأخيرة للجيل الأول من مركبات سايوز 7 كا-أو كا، وكانت أول مهمة بطاقم يجري إطلاقها ليلًا.

## الطاقم
| المركز       | رائد الفضاء        |
| ------------ | ------------------ |
| القائد       | أندريان نيكولايف   |
| مهندس الرحلة | فيتالي سيفاستيانوف |

| المركز       | رائد الفضاء       |
| ------------ | ----------------- |
| القائد       | أناتولي فلبتشينكو |
| مهندس الرحلة | جيورجي جريشكو     |

| المركز       | رائد الفضاء     |
| ------------ | --------------- |
| القائد       | فاسيلي لازارف   |
| مهندس الرحلة | فاليري ياچفوسكي |

## المهمة
اختبرت المهمة قدرة الطاقم والعتاد على التعرض لظروف الفضاء لفترات طويلة، وجرت مراقبة العناصر الجيولوجية والجغرافية وظواهر الطقس والأسطح المائية وغطاءات الجليد. أجرى الطاقم رصدًا للأجسام السماوية وتدربا على الملاحة الفلكية، حيث رصدا نجمي سهيل والنسر الواقع واستخدما أداة السدس لقياس علاقتهما بأفق الأرض.
بقي طاقم الهمة لمدة 18 يومًا في الفضاء وأجريا عدة تجارب متعلقة بعلم وظائف الأعضاء والطب الحيوي على نفسيهما، واختبرا أيضًا التبعات الاجتماعية لرحلات الفضاء الطويلة. تواصل رائدا الفضاء مع عائليتهما بخط تلفزيوني ثنائي الاتجاه، وشاهدا مبارايات بطولة كأس العالم لكرة القدم 1970، ولعبا الشطرنج مع لاعبين على الأرض وشاركا في الانتخابات السوفيتية.
أصيب رائدا الفضاء بالدوار نتيجة استخدام أسلوب تثبيت المركبة بالدوران من أجل المحافظة على غاز التحكم بالوضعية.

## العودة
هبطت المركبة الفضائية هبوطًا ناعمًا في سهول كازاخستان، والتُقط الطاقم سريعًا. والتأقلم مع جاذبية الأرض لم يمثل مشكلة ملحوظة لرائدي الفضاء. وقد احتاجا للمساعدة في الخروج من مركبة الهبوط ولم يكونا قادرين على المشي لأيام. هذه التجربة أثبتت الحاجة إلى توفير معدات للتدريب البدني أثناء المهمة. وبعد الهبوط بقي رائدا الفضاء في وحدة حجر مخصصة عادة لرواد الفضاء العائدين من مهمات الهبوط على سطح القمر. الصحافة السوفيتية قالت إن الحجر الصحي غرضه حماية رواد الفضاء في حالة إضعاف المهمات الفضائية لنظامهم المناعي. إلا أنه عملية الحجر كانت على الأرجح تدريبًا في إطار البرنامج السوفيتي لرحلات القمر، والذي لم يكن المسؤلون السوفيتيون قد تخلوا عنه حتى هذا التاريخ.